# 辛店文化
辛店文化是中國甘肅省和青海省所發現的青銅器時代文化，時間大約在西元前1000年到前1300年左右，約相當於中原地區的商周時期。為瑞典考古學家安特生於1924年所發現，原來發掘地名為甘肅臨洮辛甸，但因譯作西名再轉譯時發生錯誤，為辛店，後約定俗成稱為辛店文化。
除了辛甸遺址之外，永靖县张家嘴遗址的發現，因同時有二者的遺跡地層，因此確認了齊家文化的發展在辛店文化之前，此外在青海省湟水流域的樂都一帶亦有不少遺址。
辛店文化的特色是已經開始使用青銅器，為甘、青地區進入青銅器時代之始，除了銅器之外，仍有許多石器以及從大量墓葬中發掘出的大量陶器。生活主要以畜牧為主，農業為輔。